# خانه شش‌در
خانه شش در یک مجموعه تلویزیونی محصول سال ۱۳۸۵ به کارگردانی مجید جوانمرد، نویسندگی حسین حشمتی و تهیه‌کنندگی حسن اکلیلی می‌باشد که قسمت اول آن اولین بار در ۹ اردیبهشت ۱۳۸۶ از شبکه ۲ صدا و سیمای ایران پخش شد.

## خلاصه داستان
در خلاصه داستان این سریال آمده است:
«خانه شش در داستان مردی به نام آقا جلال است که پدربزرگش در بستر مرگ است. آقا جلال باخبر می‌شود که پدر بزرگش قصد دارد وصیت بنویسد اما او به دلایلی نمی‌تواند خود را بموقع برساند و پدربزرگ فوت می‌کند. در مراسم تدفین پدربزرگ اتفاق عجیبی می‌افتد. هنگامی که آقا جلال داخل قبر می‌رود تا آخرین بار روی پدربزرگ را ببیند، میت یکباره زنده می‌شود و می‌گوید: «خانه شش در زیر حوض آب کر» و مجدداً می‌میرد. این موضوع باعث می‌شود که آقا جلال شوکه شود و مدام آخرین جمله پدربزرگ را تکرار کند. پریشانی آقا جلال آنقدر ادامه پیدا می‌کند که همه اهل محل و فامیل باخبر می‌شوند و سعی می‌کنند خانه شش در را پیدا کنند…»

## بازیگران
بازیگران اصلی این سریال عبارتند از:
- حسن اکلیلی
- پوراندخت مهیمن
- پری کربلایی
- مرتضی کیوانداریان
- فاضل پارسا
- الهام باقریانی
- شهریار دخانی
- شهلا خزاعی
- رضا ناطقیان
- اعظم بهروان
- بیژن رافعی
- آزاده ریاضی
- سعادت نوری
- مصطفی بهشتی
- احسان اکلیلی
- علی رفیعی

## سایر عوامل
برخی از عوامل سازنده این سریال عبارتند از:
- کارگردان: مجید جوانمرد
- تهیه کننده: حسن اکلیلی
- مدیر تولید و مجری طرح: حسین خواجویی
- تصویربردار: ابوالفضل کرباسی
- آهنگساز: محمدمهدی گورنگی
- دستیار اول کارگردان و برنامه‌ریز: ایرج رضایی
- صدابرداران: مجتبی حبیب‌اللهی و حسین حجازی